# Bertold de Ratisbonne
Bertold de Ratisbonne, né à Ratisbonne vers 1220 et mort dans la même ville le 13 décembre 1272, est l'un des plus célèbres prédicateurs allemands de la fin du Moyen Âge classique.

## Biographie
Bertold de Ratisbonne était membre de la communauté franciscaine fondée à Ratisbonne en 1226 et passa son noviciat sous la direction de David d'Augsburg ; il commença à prêcher à Ratisbonne en 1240 et en 1246 il est visiteur du Niedermünster de Ratisbonne. En 1250 au plus tard, il commença sa carrière de prédicateur itinérant, d'abord en Bavière où il essaya d'amener le duc Othon II de Bavière à se soumettre de nouveau à l'autorité de l'Église. On le retrouva plus à l'ouest à Spire en 1254 et en 1255, puis traversant l'Alsace vers la Suisse. Les années suivantes le virent actif dans les cantons d'Aargau, Thurgau, Constance, les Grisons et la partie supérieure de la vallée du Rhin. Il alla plus loin en 1260, parcourant l'Autriche, la Moravie, la Hongrie, la Silésie, la Thuringe et peut-être la Bohême, s'adressant aux populations slaves par l'intermédiaire d'un interprète. Quelques-uns de ses voyages vers l'est se firent probablement dans le cadre de la huitième croisade, le pape Urbain IV l'ayant spécialement investi de cette mission en 1263.
Les historiens allemands, depuis son contemporain l'abbé Hermann de Niederaltaich jusqu'au milieu du XVIe siècle, évoquent dans les termes les plus élogieux la force de sa personnalité et les effets de ses prédications, dont il est dit qu'elles attiraient un nombre tellement considérable d'auditeurs que les églises ne pouvaient les recevoir et qu'il était forcé de parler d'une plate-forme ou d'un arbre en plein air. On lui attribua rapidement des dons de prophéties et de miracles et sa renommée s'étendit en Italie et en Angleterre. Il doit certainement avoir été un prédicateur de grands talents avec beaucoup de succès.
Bien que les manuscrits de ses sermons – qui commencèrent à circuler très tôt – ne peuvent aucunement être acceptés comme des reproductions fiables de ses paroles, ils nous permettent cependant de nous faire une idée générale des thèmes qu'il abordait et de la façon dont il les traitait. Ses prédications présentaient toujours un caractère de missionnaire, formellement basées sur les textes sacrés du jour mais s'en écartant rapidement pour s'appliquer au thème particulier sur lequel Bertold voulait insister. Cela se retrouvait généralement être l'appel insistant à une vraie douleur pour les péchés, une confession sincère et une pénitence parfaite; une pénitence sans contrition n'a aucune valeur aux yeux de Dieu et ni une croisade, ni un pèlerinage n'ont de bons résultats sauf s'il existe une ferme volonté de renoncer au péché. De ce point de vue Bertold critiquait les nouveaux prédicateurs d'indulgences.
David d'Augsbourg travaillait avec lui durant ses tournées de prédication et même Albert le Grand de 1263 à 1264. La dernière campagne fut commissionnée par Urbain IV et dirigée en particulier contre l'Église évangélique vaudoise.
Le caractère extrêmement disparate de son auditoire l'amenait à donner un message aussi large et général que possible. Il évitait les subtiles questions de théologie et invitait les laïcs à ne pas s'immiscer dans les mystères divins, mais à les laisser au clergé et à se contenter du Credo. Les graves questions politiques de l'époque n'étaient pas abordées, mais tout ce qui concernait l'homme moyen – ses joies et ses peines, ses superstitions et ses préjugés – était traité avec une connaissance intime et une clarté attentive pour des arrangements faciles à suivre même pour les plus ignorants. Tout en exhortant chacun à se satisfaire de son sort, il dénonçait sans ménagement les impôts oppressifs, les magistrats injustes, l'usure et le commerce malhonnête. On devait abhorrer les juifs et les hérétiques ainsi que les joueurs qui entraînent l'esprit des gens vers les plaisirs mondains; il condamnait les danses et les tournois et il blâmait la vanité féminine et sa propension aux commérages. Bertold considérait l'arrivée de l'Antéchrist comme imminente.
Il n'est jamais ennuyeux, toujours alerte et imagé, mêlant à ses exhortations des anecdotes, des plaisanteries et les étymologies sauvages du Moyen Âge, faisant largement appel à l'interprétation allégorique de l'Ancien Testament et à son fort sentiment de la nature.

Sépulture de Bertold de Ratisbonne.

Aucun sermon authentique de Bertold n'a été conservé. Les quelque 400 sermons en latin et environ 70 sermons en moyen haut-allemand qui lui sont attribués sont basés sur des transcriptions de témoins ou des ouvrages de dévotion créés dans les monastères et qui imitent le style et la forme caractéristiques de Bertold. Son style est clair, direct et remarquablement dégagé de toute construction latine encombrante. Chaque fois qu'il le peut, il utilise les paroles simples et vigoureuses des paysans et n'hésite pas à pointer sa moralité avec un humour grinçant. En tant que penseur, il montre peu de sympathie pour le courant de mysticisme médiéval que l'on observe dans toute la poésie de ses contemporains.
Il est inhumé en l'église Saint-Sauveur de Ratisbonne et une fois par an une messe y a lieu le jour de sa mémoire, le 14 décembre.